# Koła (rzeka)
Koła (ros. Кола) – rzeka w północno-zachodniej Rosji, w obwodzie murmańskim, na Półwyspie Kolskim. Ma 83 km długości a jej dorzecze zajmuje powierzchnię 3850 km². Wypływa z jeziora Kołoziero i uchodzi do Zatoki Kolskiej Morza Barentsa w odległości ok. 10 km od Murmańska. Średni przepływ wynosi 40 m³/s, ale występują wahania w zależności od pory roku. Największymi dopływami są: Kica i Orłowka z prawej oraz Tuchta i Miedwieżja z lewej. Nad rzeką leży miasto Koła.